# Charles Townshend
Charles Townshend (28 de agosto de 1725 - 4 de septiembre de 1767) fue un político británico que ocupó varios títulos en el Parlamento de Gran Bretaña. El establecimiento de las controvertidas Townshend Acts es considerada una de las causas clave de la Revolución de las Trece Colonias.

## Primeros años
Nació en la sede de su familia de Raynham Hall en Norfolk (Inglaterra) como segundo hijo de Charles Townshend, tercer vizconde de Townshend y Audrey (fallecida en 1788), hija y heredera de Edward Harrison de Ball's Park, cerca de Hertford. Era un niño enfermizo, sufría de epilepsia y tenía una relación tensa con sus padres. Se graduó de la Universidad de Leiden el 27 de octubre de 1745; mientras estaba allí, se había asociado con un pequeño grupo de otros jóvenes ingleses, que más tarde se hicieron muy conocidos en varios círculos, incluidos Dowdeswell, Wilkes y Alexander Carlyle, este último relataría sus hazañas en su Autobiografía.
Después de su regreso en 1746, representó a Great Yarmouth en el parlamento hasta 1756, cuando encontró un asiento para el almirantazgo de Saltash, y posteriormente se trasladó en 1761 a Harwich, otro distrito donde el asiento estaba en manos del gobierno. La atención pública se centró por primera vez en sus habilidades en 1753, cuando lanzó un vivo ataque contra el proyecto de ley de matrimonio de Lord Hardwicke, aunque esta medida se convirtió en ley.

## Política
Desde 1749 hasta abril de 1759 fue miembro de la Junta de comercio. Fue durante este tiempo cuando mostró por primera vez interés en aumentar los poderes tributarios británicos y el control sobre las colonias estadounidenses. En 1754 y 1755 se desempeñó como Lord del Almirantazgo, pero a fines de 1755, su apasionado ataque contra la política del ministerio provocó su renuncia. En la administración que se formó en noviembre de 1756 y que estuvo gobernada por William Pitt el Viejo, el lucrativo cargo de tesorero de la cámara fue otorgado a Townshend, pero se retiró la primavera siguiente y George Grenville asumió el cargo. El puesto más alto de Primer Lord del Almirantazgo luego cayó en la suerte de Townshend y su negativa a aceptar la nominación llevó a su exclusión de la nueva administración.
En los últimos días del gabinete de Grenville, para retener la administración de Lord Rockingham, Townshend aceptó el puesto de Pagador de las Fuerzas, aunque cuestionó la estabilidad de la administración, calificándola de mera administración de cuerdas de laúd y afirmando que era Bonita ropa de verano, pero nunca resistirá el invierno.
Bajo el ministerio de William Pitt el Viejo, Townshend aceptó el cargo de Canciller de Hacienda en agosto de 1766. Unas semanas más tarde, sus urgentes llamamientos al Primer Ministro para que aumentara el poder recibieron una respuesta favorable y fue admitido en el tribunal interno. círculo del gabinete. El nuevo canciller propuso la continuación del impuesto sobre la tierra en cuatro chelines por libra, mientras tenía esperanzas de que se redujera el próximo año a tres chelines, después de lo cual su predecesor, William Dowdeswell, con la ayuda de los terratenientes, llevó un movimiento de que la reducción se haga efectiva de inmediato. Townshend se comprometió a encontrar ingresos en Estados Unidos con los que cubrir la deficiencia causada por la reducción. 
A principios de 1767, poco después de que la Ley del Timbre fuera derogada debido a las protestas coloniales y los boicots de los productos británicos, Townshend propuso que el Parlamento podría obtener ingresos de los estadounidenses sin ofenderlos a través de impuestos de importación "externos" en lugar de impuestos internos. Estos fueron conocidos como las leyes de Townshend. Las leyes aprobaron resoluciones para gravar varias exportaciones a Estados Unidos, como vidrio, pintura, papel y té. Las leyes de Townshend establecieron una junta de comisionados en Boston para hacerlas cumplir, lo que fue visto como una amenaza para la tradición colonial estadounidense de autogobierno. Estimó que estos impuestos a la exportación producirían una suma de 40.000 libras esterlinas para el tesoro inglés. Contaba con el apoyo de su primo Thomas Townshend, quien también era ministro en el gobierno. Las leyes de Townshend serían el último acto oficial de Townshend antes de su muerte.
Poco después murió de forma algo repentina de fiebre el 4 de septiembre de 1767.

## Vida privada
En agosto de 1755 se había casado con Caroline Campbell (m. 1794), la hija mayor de John Campbell, segundo duque de Argyll y viuda de Francis Scott, conde de Dalkeith, el hijo mayor de Francis Scott, segundo duque de Buccleuch .
La esposa de Townshend fue creada (agosto de 1767) baronesa Greenwich y su hermano mayor George Townshend, I Marqués de Townshend, fue nombrado Lord teniente de Irlanda.

Townshend concibió una gran y peligrosa pasión por sus hijastras Frances Douglas, Lady Douglas y su memorialista, Lady Louisa Stuart, escribió después de la muerte de su personaje:
Esto era descuidado, alegre, desconsiderado, volátil, aparentemente ajeno a todo reflejo o sentimiento serio. Tenía uno de esos temperamentos felices que nada puede alterar, sin una pizca de orgullo, severidad o resentimiento en su naturaleza. Dispuesto a reír con todos y de todo, derramó ingenio a borbotones; y era mucho peor para la verdad si alguna vez la verdad se interpusiera en el camino del ingenio. 
Las ciudades estadounidenses de Townsend (Massachusetts) y Townshend (Vermont) fueron fundadas y nombradas en honor a Charles Townshend en 1732 y 1753 respectivamente. Raynham (Massachusetts) también recibió su nombre.